# FC Nistru Otaci
O Fotbal Club Nistru Otaci, mais conhecido como Nistru otaci (em romeno, ФК Нистру Атаки) é um clube de futebol da cidade de Otaci, na Moldávia.
Manda suas partidas no Stadionul Călărăşăuca, em Otaci, com capacidade para 2 mil torcedores. O Nistru conquistou a Divizia Naţională (primeira divisão moldávia) apenas uma vez, em 2004/05, e também possui uma única conquista da Copa da Moldávia, em 2005. Foi também oito vezes vice-campeão da Copa.

## Títulos
- Campeonato Nacional:

2004/05
- Copa da Moldávia: 1

2005

## Elenco
Nota: Bandeiras indicam equipe nacional, conforme definido pelas regras de elegibilidade da FIFA. Os jogadores podem ter mais de uma nacionalidade não-FIFA.
| N.º |          | Posição | Jogador            |
| --- | -------- | ------- | ------------------ |
| 1   | Moldávia | G       | Denis Ershov       |
| 2   | Moldávia | D       | Valentin Lupascu   |
| 3   | Camarões | D       | Habib Mekang       |
| 5   | Ucrânia  | D       | Denis Marinchuk    |
| 6   | Moldávia | D       | Igor Soltanic      |
| 7   | Moldávia | M       | Vladimir Cacican   |
| 8   | Moldávia | A       | Andrey Tcaciuc     |
| 9   | Moldávia | M       | Vladimir Taranu    |
| 10  | Ucrânia  | M       | Aleksandr Malitski |
| 12  | Moldávia | G       | Evgheni Hmaruc     |
| 13  | Moldávia | D       | Georghe Eremia     |

| N.º |          | Posição | Jogador              |
| --- | -------- | ------- | -------------------- |
| 14  | Ucrânia  | A       | Anton Lisyuk         |
| 17  | Ucrânia  | M       | Vladislav Savchuk    |
| 18  | Ucrânia  | M       | Yuri Groshev         |
| 19  | Moldávia | M       | Aleksandr Tcaciuc    |
| 21  | Moldávia | A       | Serghey Butelski     |
| 23  | Moldávia | A       | Andrei Matiura       |
| 24  | Ucrânia  | A       | Aleksandr Maksimov   |
|     | Ucrânia  | G       | Vadim Kudikov        |
|     | Escócia  | D       | Joseph Ruesgen       |
|     | Rússia   | M       | Alexander Studzinsky |
|     | Moldávia | A       | Evgheni Sîciov       |

## Jogadores famosos
- Gheorghe Stratulat
- Lilian Popescu
- Andrei Matiura
- Iulian Bursuc